# Fontaine de la piazza Mastai
La fontaine de la piazza Mastai est située à Rome, au centre de la place éponyme, dans le quartier du Trastevere.

## Histoire

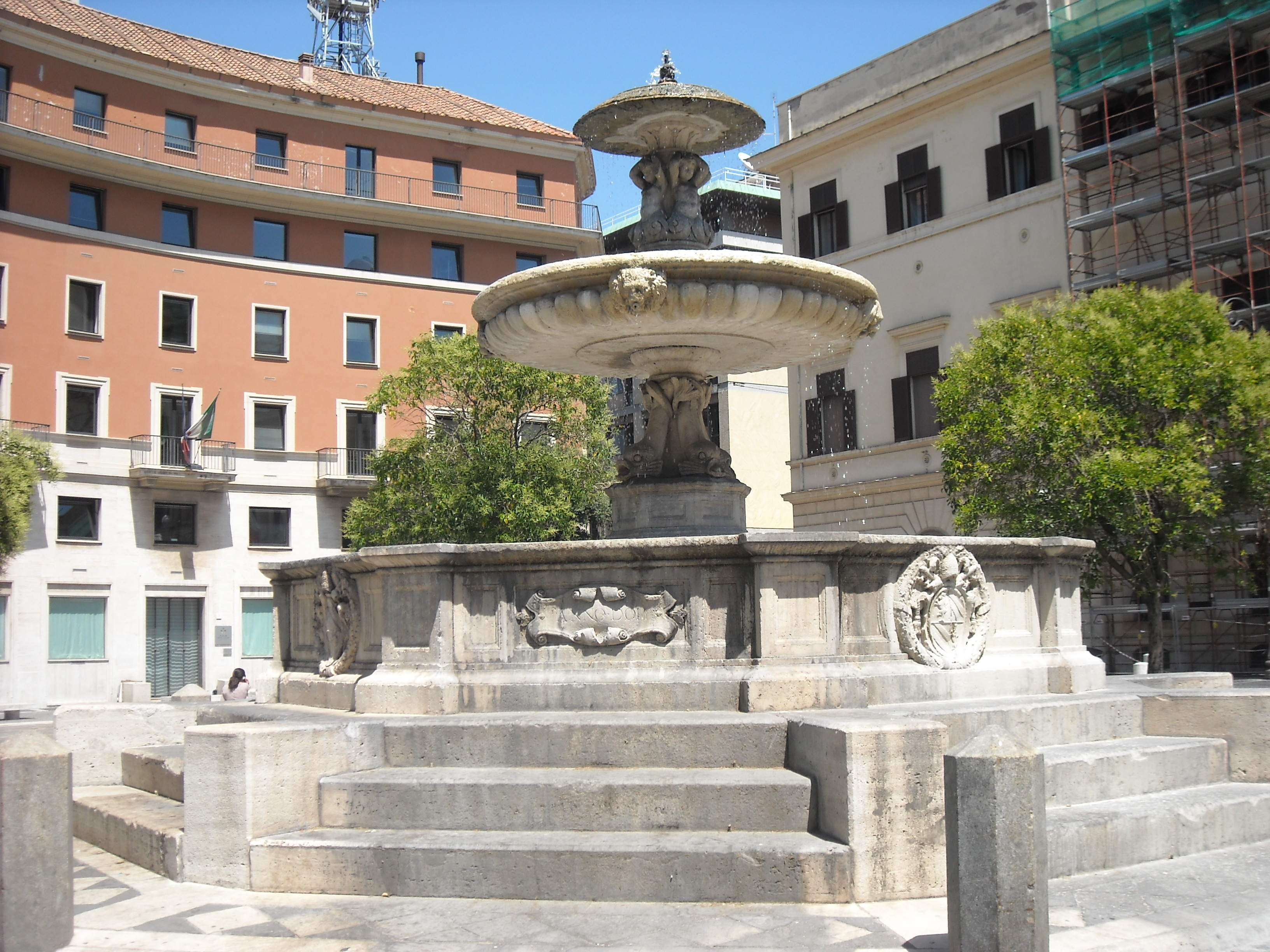
La fontaine au centre de la place

Pendant la période du Risorgimento l'activité des fontainiers romains s'était interrompue, tant pour des raisons de force majeure que par une diminution de l'intérêt pour les réalisations de ce type, dont la ville était bien fournie. En 1860, alors que venait officiellement d'être proclamée l'unité de l'Italie, le pape Pie IX commande à l'architecte Antonio Sarti le grand palais destiné à abriter la Manufacture de tabac, devant être construit dans le quartier de Trastevere.
Le palais comprend également la création d'une place à l'avant, destinée à faire ressortir la grandeur de la structure, avec une fontaine ornementale en travertin entourée d'un espace vert. Pour une telle entreprise l'architecte Andrea Busiri Vici doit faire de la place en démolissant de vieilles maisons populaires. Il s'agit en fait de la première fontaine monumentale construite dans le quartier du Trastevere depuis la réalisation, au début du XVIIe siècle, de la grande œuvre de l'Acqua Paola sur la colline du Janicule.

## Description
Il s'agit une fontaine fortement marquée par les caractéristiques du XVIe siècle, avec des références à d'autres fontaines de l'époque.
La vasque principale, de forme octogonale, avec des côtés verticaux, est placée sur une rampe octogonale de trois marches. Les panneaux sur les côtés de la vasque sont décorés avec des motifs héraldiques du souverain pontife, en alternance avec des cartouches ornementaux indiquant le nom du pape et la date de 1865, année de l'achèvement de l'ouvrage. La partie supérieure, elle, est très semblable, en dehors de la taille, au sommet des fontaines de la place Saint Pierre.
La dernière restauration remonte à 1996, quand a été également effectué un réagencement de la place. L'intervention précédente, de 1959, sur une fontaine très dégradée, qui comprenait également le remplacement de certaines pièces manquantes, n'avait été réalisée qu'en partie.